# Escut de Sant Mateu de Bages
L'escut oficial de Sant Mateu de Bages té el següent blasonament:
Escut caironat: de gules, un cap de jove d'argent nimbat d'or ixent d'un vol abaixat d'argent i un llibre obert d'or carregat de les lletres L i G de sable, una a cada pàgina, ressaltant de sota del cap, acompanyat a la punta d'un card de 3 flors d'or i d'una cérvola d'argent posats en faixa: el peu d'argent, un lleó de gules coronat d'or i armat de sable. Per timbre una corona mural de poble.

## Història
Va ser aprovat el 14 de novembre de 1985 i publicat al DOGC el 3 de gener de l'any següent amb el número 632.
L'àngel amb el llibre simbolitza sant Mateu evangelista, patró del poble, com a autor de la Sagrada Escriptura (amb les lletres L i G, inicials de "Liber Generationis"). El castell de la localitat, del segle xi, va pertànyer des del segle xiii als Boixadors (família representada per les seves armes, una cérvola d'argent en camper de gules), i més tard als Cardona (representats pel card d'or en camper de gules tret de les seves armes parlants) i als Peguera (simbolitzats per les seves armes, un lleó coronat de gules sobre camper d'argent).